# Paratamboicus aureopunctata
Paratamboicus aureopunctata is een hooiwagen uit de familie Sclerosomatidae.